# Tempête Ana (2017)
Pour les articles homonymes, voir Cyclone tropical Ana.
La tempête Ana (alias Yves) est une dépression intense des latitudes moyennes qui a touché l'ouest de l'Europe les 11 et 12 décembre 2017 puis s'est dirigée vers le nord-est. La tempête s'est formée le 10 décembre en fin d'après-midi sur l'Atlantique nord et s'est creusée très rapidement ; c'est donc une tempête de type « bombe météorologique ». Elle a touché l'Espagne, la France, la Belgique, le Luxembourg, les Pays-Bas et l'Allemagne avant d'arriver dans les pays scandinaves et en Russie.
La tempête Ana est la première des tempêtes nommées par les services météorologiques français, espagnol et portugais à la suite de leur décision de vouloir instituer une nomenclature européenne plus officielle que celle de l’université libre de Berlin qui baptise, non officiellement, depuis 1954 les dépressions et anticyclones européens. La dénomination est importante car les sondages montrent que la population est plus attentive aux consignes de sécurité lorsque le nom associée à la menace est un nom familier. Pour autant, si la tempête touche d’abord l’Irlande ou la Grande-Bretagne, c’est le nom choisi par ces deux pays qui sera retenu, et, réciproquement,. Cependant, l'uniformisation n'est pas encore faite entre tous les services d'EUMETNET et la tempête peut avoir un autre nom en passant hors des pays mentionnés.

## Évolution météorologique

Carte météorologique animée du KNMI pour Ana du 10 au 13 décembre.

Une dépression à développement très rapide s'est développée en fin de journée du 10 décembre et la nuit suivante sur l'Atlantique nord près de l'Europe. Nommée Ana, cette dépression a atteint son stade maximal vers 5 h UTC le 11 décembre en abordant les côtes du Morbihan et de la Loire-Atlantique. La pression minimale relevée en son centre fut de 957 hPa à Saint-Nazaire, 10 hPa à peine du record national de basse pression.
Cette tempête montra un assèchement des bas niveaux dans son secteur sud-ouest, typique d'un courant-jet d'occlusion qui est souvent associé avec la zone de vent les plus violents. De plus, la circulation perpendiculaire aux Alpes a donné de forts vents de foehn en aval des pics.
Ana s'est ensuite déplacée vers la Belgique, en perdant progressivement de sa vigueur au fil de la journée. Le 12 décembre, des vents allant jusqu'à 90 km/h étaient prévus en Pologne avec de fortes chutes de neige en Finlande. Le 13 décembre, la tempête était rendu en Finlande puis est passée au nord de la Norvège avant de se diriger vers la Mer de Barents le lendemain tout en s'affaiblissant considérablement,.

## Préparatifs
En passant sur la France, la tempête Ana a engendré beaucoup d'alertes météorologiques différentes : au total, 34 départements ont été placés en vigilance orange par Météo-France, pour vents violents, vagues-submersion, avalanches, neige-verglas et pluie-inondations.
L'Espagne et le Portugal ont aussi émis des avertissements de vents violents et de fortes pluies. Le service météorologique espagnol (AEMet) a émis son niveau d'alerte le plus élevé, rouge, pour les conditions défavorables le dimanche 10 décembre pour des vents forts pouvant atteindre 120 km/h dans les régions montagneuses et le nord-ouest du pays. Le service météorologique du Portugal (IPMA) a également émis des avertissements pour les régions du nord et du centre. Des vents violents soufflaient également sur la côte ouest de la Grande-Bretagne et du Pays de Galles.

## Impact

### Autriche
La tempête Ana (alias Yves) provoqua les plus forts vents de foehn de 2017 en Autriche et de sérieux dégâts, surtout en Styrie et en Carinthie. Les pompiers ont dû s'occuper de toits emportés et d'arbres tombés. Selon le service météorologique, des rafales  de 249 km/h furent signalées au portail nord du tunnel ferroviaire de Tauern à 2 090 mètres d'altitude. La circulation automobile et ferroviaire fut interrompue à cause de la chute d'arbres et d'autres dégâts.
À Ferlach, les rafales ont atteint des vitesses de plus de 120 kilomètres par heure. Dans la municipalité de Bad Eisenkappel? l'alarme à la défense civile sonna à 4 h 30 du matin. La population fut priée de rester à l'intérieur alors que 6 000 ménages étaient sans électricité. Les écoles et les jardins d'enfants furent fermés dans le district. L'aide de l'armée fédérale fut également demandée.
Sur la route de Frantschach/St. Gertraud, un automobiliste de 45 ans est sorti indemne d'une collision avec un arbre déraciné tombé sur le côté de la route, mais son véhicule fut une perte totale. Près de Salzbourg, une voiture fut heurtée par un arbre, une femme fut blessée grièvement et l'équipe de sauvetage en montagne a dû se déplacer pour effectuer le sauvetage.

### France et Benelux
Les dégâts sont estimés au 13 décembre à 200 000 $US et au plus fort de la tempête 120 000 foyers avaient été affectés en France. Dans l'ouest du pays les vents ont souvent dépassé les 150 km/h sur le littoral vendéen et néo-aquitain entre 2 et 5 h locale le 11 décembre et parfois atteint les 120 km/h dans l'intérieur des terres, notamment dans le Poitou et le Centre-Val-de-Loire. Le vent maximal rapporté en France fut de 183,2 km/h à Iraty, station située en altitude. En plaine, d'autres rafales notables furent signalées à Saint-Clément-des-Baleines, sur l'île de Ré (161 km/h), sur l'île d'Yeu (137 km/h), au cap Gris-Nez (123 km/h) et à Blois (121 km/h, soit la 3e rafale la plus violente depuis l'ouverture de la station en 1990, le record étant de 132 km/h avec la tempête Xynthia),.
Plus au nord, à Calais, un ferry avec 300 personnes à bord s'est échoué sur un banc de sable et le trafic entre le port et l'Angleterre a été interrompu pendant plusieurs heures. Dans les Alpes du Sud de fortes chutes de neige ont donné parfois jusqu'à 1,5 mètre de neige au-dessus de 2 000 mètres d'altitude, le risque d'avalanches était de 5/5. Météo-France a même songé à placer les Alpes-maritimes en vigilance rouge pour avalanches. Jusqu'à près de 200 mm de pluie furent observés dans les Alpes-Maritimes, avec beaucoup de neige sur les massifs. Le maximum fut relevé à Caussols avec 265 mm. Cette pluie fut cependant bienvenue dans de nombreux départements du Sud, les pluies depuis le début de décembre ayant un peu atténué la sécheresse sévissant par exemple en Corse.
La tempête Ana a généré un vent de nord-est sur le Benelux et le nord de la France après son passage sur les côtes atlantiques et de la Manche, donnant de 5 à 15 centimètres de neige sur le Pas-de-Calais, et jusqu'à 30 centimètres sur les Hautes Fagnes en Belgique. Il y a eu alors beaucoup de difficultés de circulation. Aux Pays-Bas, plus de 400 vols furent annulés à l'aéroport d'Amsterdam-Schiphol le 11 décembre, soit un tiers de l'ensemble des vols, alors que 300 vols durent également être annulés et une centaine d'autres retardés à l'aéroport de Bruxelles-National.

### Portugal
Une femme de 42 ans est morte et au moins deux autres personnes furent blessées à la suite du passage d’Ana durant la nuit au Portugal. La tempête aurait déclenché près de 3 000 situations d'urgence, la plupart d'entre elles étant liées à la chute d'arbres et aux inondations soudaines. Les pompiers et les autorités de protection civile ont répondu à des centaines d'appels. Des bouées météorologiques en mer ont enregistré une houle importante, l'une au large de Nazaré a donné une valeur juste au-dessus de 14 mètres. Les vents ont également détruit une tour métallique de 45 mètres près du phare de Cabo da Roca, tour faisant partie du système intégré de commandement et de contrôle de la côte portugaise.
L'embouchure de huit cours d'eau donnant sur l'Atlantique fut interdite de navigation, six vols vers et depuis l'aéroport de Lisbonne furent aussi annulés tôt lundi matin 11 décembre en raison du mauvais temps : les vols vers Paris, Madrid et Munich et les vols en provenance de Gatwick, Heathrow et Milan.

### Royaume-Uni
Au Royaume-Uni, des centaines d'écoles furent fermées en raison de la neige et du gel, les services météorologiques ayant placé la plupart du Pays de Galles et du centre de l'Angleterre en alerte jaune. À Birmingham, la deuxième ville du pays, les cours de toutes les écoles gérées par la ville furent suspendus et les services de transport fermés.